# Eric McWilliams
Eric Lee McWilliams (nacido el 18 de abril de 1950 en Denver, Colorado) es un exjugador de baloncesto estadounidense que disputó una temporada en la NBA. Con 2,03 metros de estatura, jugaba en la posición de alero.

## Trayectoria deportiva

### Universidad
Tras pasar dos años en el Community College de Pasadena, jugó durante dos temporadas con los 49ers de la Universidad Estatal de California, Long Beach, en las que promedió 8,4 puntos y 5,2 rebotes por partido. En su última temporada fue incluido en el mejor quinteto de la Big West Conference.

### Profesional
Fue elegido en la trigésimo séptima posición del Draft de la NBA de 1972 por Houston Rockets, y también por los Utah Stars en el Draft de la ABA, fichando por los primeros.
En los Rockets permaneció una única temporada, siendo uno de los últimos jugadores del banquillo, promediando 2,0 puntos y 1,4 rebotes en 44 partidos disputados.

## Estadísticas de su carrera en la NBA

### Temporada regular
| Temporada | Edad | Equipo          | Liga | P  | TIT | MIN | TC  | TCA | %TC  | 3P | 3PA | %3P | TL  | TLA | %TL  | R.OF. | R.DEF. | REB | ASIS | ROB | TAP | PER | FP  | PTS |
| 1972-73   | 22   | Houston Rockets | NBA  | 44 |     | 5.6 | 0.8 | 2.2 | .347 |    |     |     | 0.4 | 0.8 | .486 |       |        | 1.4 | 0.1  |     |     |     | 1.0 | 2.0 |
| Total     |      |                 | NBA  | 44 |     | 5.6 | 0.8 | 2.2 | .347 |    |     |     | 0.4 | 0.8 | .486 |       |        | 1.4 | 0.1  |     |     |     | 1.0 | 2.0 |